# Regione ultraperiferica
Una regione ultraperiferica (RUP) è un territorio speciale appartenente all'Unione europea ma situato al di fuori del continente europeo. Le RUP furono riconosciute per la prima volta in una dichiarazione congiunta al trattato di Maastricht del 1992. Dal 2009 la loro definizione è descritta all'articolo 349 del trattato sul funzionamento dell'Unione europea che vi precisa come il diritto europeo possa esservi adattato.

## Geografia
Le regioni ultraperiferiche sono perlopiù rappresentate da isole (fatta eccezione per la Guyana francese in Sudamerica) situate nell'oceano Atlantico e nell'oceano Indiano.

### Lista delle regioni ultraperiferiche
Dal 1º gennaio 2017, vi sono nove regioni ultraperiferiche:
- una comunità autonoma spagnola: le isole Canarie;
- cinque dipartimenti d'oltremare francesi: la Guyana francese, la Martinica, la Guadalupa, Mayotte e La Riunione;
- una collettività d'oltremare francese: Saint-Martin;
- due regioni autonome portoghesi: le Azzorre e Madera.

## Galleria d'immagini

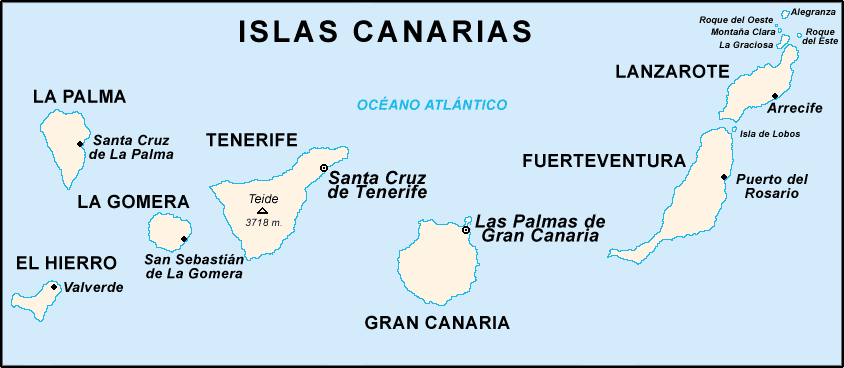
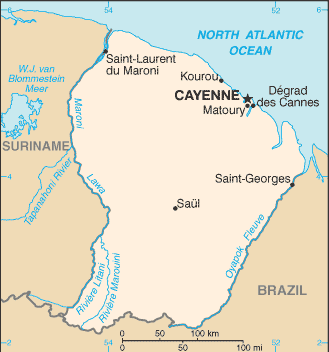
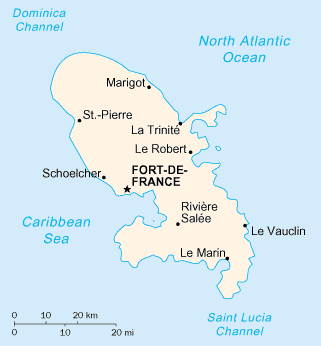
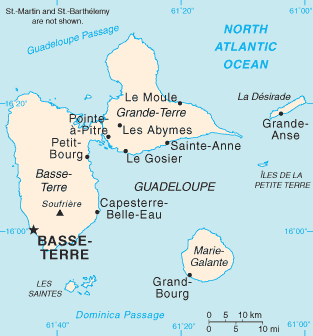
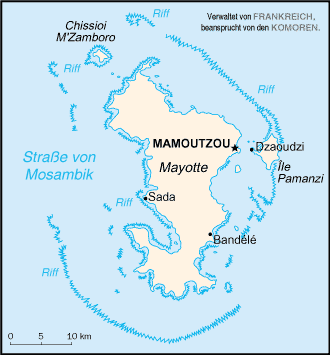
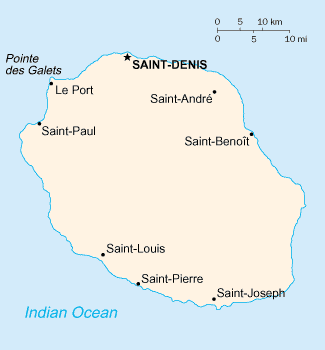
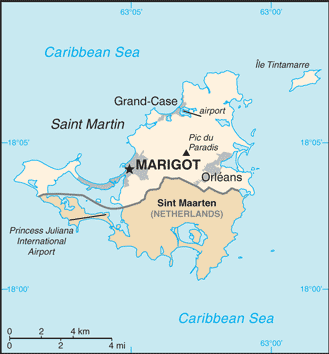
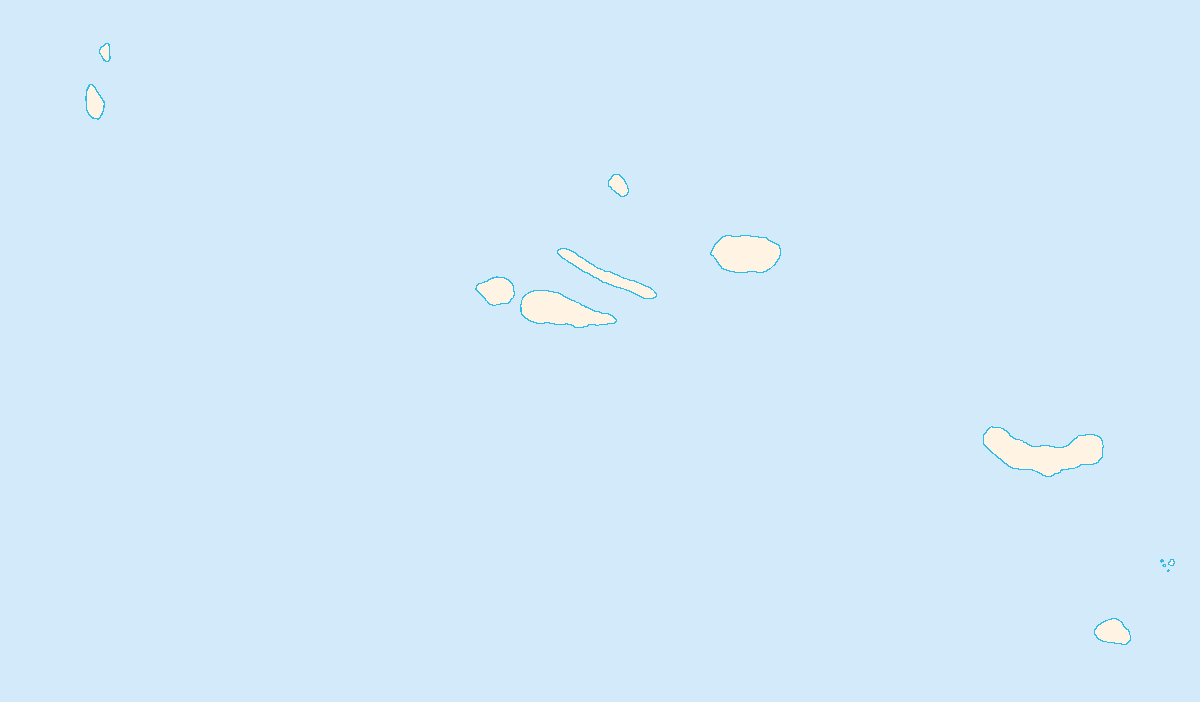
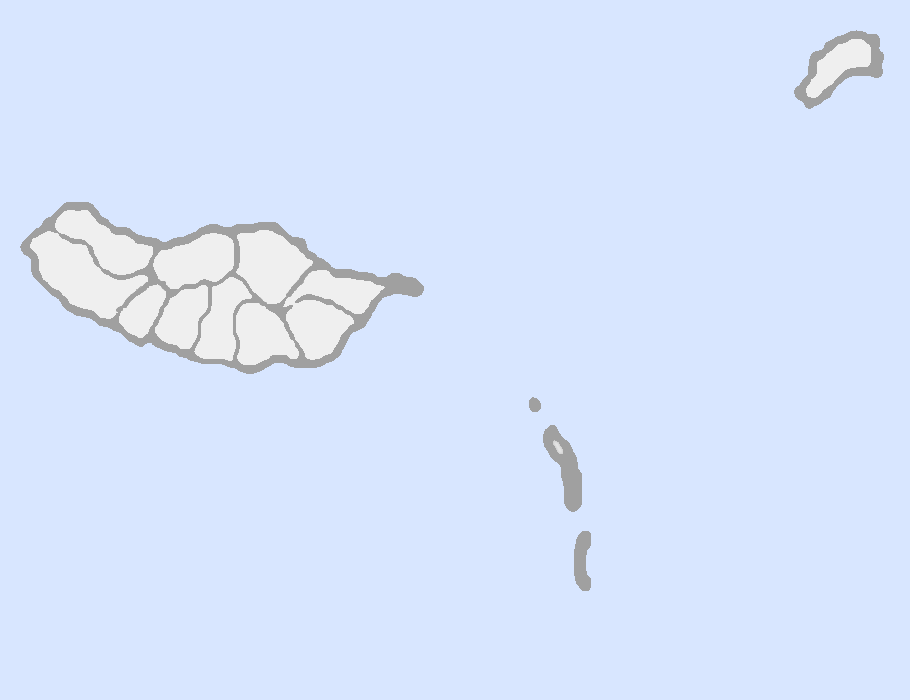